# محمد زين العابدين
محمد زين العابدين هو جامعي، خبير في السياسات الثقافية و علم الاجتماع الثقافي و الجماليات و علوم الموسيقى و وزير تونسي سابق شغل منصب وزير الثقافة في حكومة يوسف الشاهد منذ 27 أغسطس 2016.

## الدراسة
متحصّل على الدكتوراه الموحدة في الجماليات والجغرافيا السياسية من جامعة بانتيون السوربون في 2004 والدكتوراه الموحدة في علم الاجتماع السياسي والثقافي من جامعة السوربون باريس 5 في 1998 والدكتوراه الموحدة في تاريخ وعلوم الموسيقى من جامعة السوربون باريس 4 بالإضافة إلى التأهيل الجامعي للإشراف على الدكتوراه من جامعة باريس فنسان .
تحصّل محمد زين العابدين أيضاً على إجازة في علم اجتماع الثقافة والاتصال وشهادة الماجيستير في تاريخ وعلوم الموسيقى من جامعة السوربون. وهو متحصل أيضا على الأستاذية في الموسيقى من المعهد العالي للموسيقى بتونس.

## المسيرة
شغل خطة خبير لدى اليونسكو منذ 2001 و مدير بحوث بجامعة بانتيون السربون، منذ 2001، و رئيس المخبر الوطني للبحوث في الثقافة و التكنولوجيات الحديثة و التنمية بجامعة تونس، و مدير عام بوزارة الثقافة و المحافظة على التراث بتونس 2008-2011، 2020-2005، كما أدار المعهد العالي للموسيقى بتونس والمعهد العالي للموسيقى بسوسة.
أدار محمد زين العابدين سلسلة إصدارات وبحوث علمية وشغل منصب مدير مهرجان قرطاج الدولي سنة 2016.